# Anamecia deceptrix
Anamecia deceptrix är en fjärilsart som beskrevs av Otto Staudinger 1900. Anamecia deceptrix ingår i släktet Anamecia och familjen nattflyn. Inga underarter finns listade i Catalogue of Life.